# Hazeveldmolen
De Hazeveldmolen is een watermolen in de Oost-Vlaamse gemeente Schorisse (Maarkedal). De korenmolen werd gebouwd in 1894 door molenaar Benjamin Van Cuenebroeck. In 1925 werd de molen uit bedrijf genomen. De molen werd gerestaureerd  en verbouwd tot woning door mountainbiker Filip Meirhaeghe.